# Випс, Юри
Юри Випс (эст. Jüri Vips; род. 10 августа 2000, Таллин) — эстонский автогонщик. В сезоне 2017 стал чемпионом ADAC Формулы-4. С 2018 по 2022 был членом Red Bull Junior Team.

## Гоночная карьера

### Картинг
Випс начал профессионально заниматься картингом в 2011 году, заполучив основные титулы у себя на родине, а затем став чемпионом серии Rotax Max Challenge в 2014 году.

### Низшие формулы
В 2016 году Випс впервые начал ездить на болидах формульного типа, дебютировав в чемпионатах Итальянской Формулы-4 и ADAC Формулы-4 в составе команды Prema Powerteam. Там он добился первой победы, а также стал чемпионом среди новичков в Итальянской Ф4 сезона 2016. В 2017 году Випс продолжил выступления в этих чемпионатах вместе с Prema. Как итог, он завоевал титул чемпиона серии ADAC Формулы-4, опередив напарника Маркуса Армстронга на 4,5 очка.

### Формула-3
В сентябре 2017 года Випс тестировал оборудование для Prema. В октябре он уже совершил свой дебют в Европейской Формуле-3 в заключительных гонках сезона на трассе Хоккенхаймринг. В сезоне 2018 Европейской Формулы-3 Випс является пилотом немецкой команды Motopark. По ходу сезона он часто приезжал в очках, а также одержал четыре победы, что позволило ему занять четвёртую позицию в личном зачёте. Примечательно, что Юри мог стать третьим, однако в последней гонке сезона с ним столкнулся его соотечественник Ральф Арон, что привело к развороту болида Випса и лишило его шансов в борьбе за необходимые очки. В итоге третьим стал российский пилот Роберт Шварцман, который и выиграл ту гонку.
В декабре 2018 года было объявлено, что в предстоящем сезоне Випс будет выступать в обновлённом чемпионате ФИА Формулы-3 за команду Hitech Grand Prix. Для эстонца сезон начался хорошо, уже в первой гонке Юри смог финишировать в очках, а в спринте, благодаря удобному расположению на старте, финишировал вторым. По итогу сезона Юри выиграл три гонки, четыре раза поднялся на подиум и закончил сезон на четвёртом месте.
После окончания сезона принял участие в Гран-при Макао, вновь выступив за команду Hitech GP. В нём он выиграл квалификацию и выиграл квалификационную гонку. Однако в главной гонке он занял лишь второе место — по ходу гонки его обогнал Ричард Вершор.

### Супер-Формула, Региональный чемпионат и Формула-2
Принял участие в финальном этапе Супер-формулы в сезоне 2019 года в Судзуке в составе команды Team Mugen, выйдя на замену Патрисио У’Орду. В гонке занял 18 место. В январе 2020 года было объявлено, что Юри будет выступать в следующем сезоне на полном расписании в составе команды Team Mugen. Из-за пандемии COVID-19 начало сезона было отложено на конец августа, и из-за ограничений в передвижениях Юри не сможет принять участие в первом этапе сезона на Твин Ринг Мотеги.
В июне 2020 года было объявлено, что Юри выступит в Региональном европейском чемпионате Формулы в составе финской команды KIC Motorsport.
21 августа 2020 года было объявлено, что Юри примет участие в Формуле-2 в составе команды DAMS, заменив Шона Гелаэля, который получил перелом позвонка. Провёл четыре этапа, набрал 16 очков, лучшим результатом стало третье место в спринтерской гонке в Муджелло. После этапа в Сочи вернулся в Региональный европейский чемпионат, где он пропустил один из этапов.
В октябре 2020 года было объявлено, что Юри получил японскую визу и отсидел двухнедельный карантин по приезде, и сможет выступить на четвёртом этапе Супер-Формулы в Аутополисе. Однако за неделю до этапа, команда Team Mugen объявила, что Юри не будет выступать в оставшихся этапах чемпионата. Позже, стало известно, что команда Ред Булл вызвала Юри для участиях в тестах для получении суперлицензии и выполнения обязанностей резервного пилота команды.
В январе 2021 года было объявлено, что Юри будет выступать в Формуле-2 на полном расписании в составе команды Hitech Grand Prix. На этапе в Баку одержал две победы подряд — во второй спринтерской гонке и в основной в воскресенье. В итоге за сезон заработал шесть подиумов и занял шестое место.
В 2022 году партнером Випса по команде стал Маркус Армстронг, уже выступавший вместе с эстонцем в ADAC Формуле-4. На этапе в Имоле заработал поул-позицию, однако в начале основной гонки вылетел в гравий и не добрался до финиша. На этапе в Баку вновь заработал поул-позицию, лидирировал большую часть основной гонки, но за пять минут до её конца разбил автомобиль об стену. Единственную победу в сезоне одержал в спринте в Монце. По итогам сезона занял 11-е место.

### Формула-1
В 2018 году присоединился к Red Bull Junior Team.
В ноябре 2020 года получил суперлицензию после 300-километровых тестов на автодроме Сильверстоун за рулем Red Bull RB8. Исполнял роль резервного пилота команд Red Bull и Alpha Tauri начиная с Гран-при Турции. По окончании сезона участвовал в тестах молодых пилотов вместе с командой Red Bull. В декабре 2021 года вновь участвовал в «молодёжных» тестах с Red Bull.
На Гран-при Испании 2022 года в составе команды Red Bull Racing принял участие в первой сессии свободных заездов, заменив Серхио Переса. Получил по итогам этой сессии официальное гоночное предупреждение за блокировку Джорджа Расселла в 12-м повороте.

### Инцидент с расистским высказыванием
21 июня 2022 года Випс был отстранён Red Bull от гонок из-за того, что он использовал расистское высказывание (слово «nigga») во время стрима на Twitch. Относительно этого инцидента в Red Bull начали детальное расследование. По его итогам 28 июня в Red Bull Racing расторгли с Випсом контракт резервного и тест-пилота. Также упоминание Випса как резервного и тест-пилота Scuderia Alpha Tauri исчезло с официального сайта команды. Кроме того, имя Випса перестало фигурировать в списке членов Red Bull Junior Team на официальном сайте Red Bull. Со своей стороны команда Формулы-2 Hitech Grand Prix, в которой он выступал до этого, решила предоставить Випсу «шанс искупить свою вину», оставив его в команде. В руководстве Формулы-2 были удивлены этим решением Hitech и не согласны с ним. Несмотря на разрыв контракта, на тот момент (6 июля) он оставался членом Red Bull Junior Team.
Однако 19 июля 2022 руководитель программы развития Red Bull Хельмут Марко подтвердил, что Випс больше не получает никакой поддержки от Red Bull.

## Результаты выступлений
| Сезон   | Серия                                      | Команда                      | Гонки                              | Победы                             | Поулы                              | Л/Круги                            | Подиумы                            | Очки                               | Место                              |
| ------- | ------------------------------------------ | ---------------------------- | ---------------------------------- | ---------------------------------- | ---------------------------------- | ---------------------------------- | ---------------------------------- | ---------------------------------- | ---------------------------------- |
| 2016    | Чемпионат ADAC Формулы-4                   | Prema Powerteam              | 24                                 | 0                                  | 0                                  | 0                                  | 5                                  | 138                                | 6                                  |
| 2016    | Чемпионат Итальянской Ф4                   | Prema Powerteam              | 18                                 | 1                                  | 2                                  | 3                                  | 8                                  | 140                                | 5                                  |
| 2016-17 | MRF Challenge Formula 2000                 | MRF Racing                   | 15                                 | 0                                  | 0                                  | 0                                  | 3                                  | 135                                | 6                                  |
| 2017    | Чемпионат ADAC Формулы-4                   | Prema Powerteam              | 21                                 | 2                                  | 0                                  | 0                                  | 7                                  | 245.5                              | 1                                  |
| 2017    | Чемпионат Итальянской Ф4                   | Prema Powerteam              | 9                                  | 1                                  | 2                                  | 2                                  | 5                                  | 114                                | НК†                                |
| 2017    | Европейская Формула-3                      | Motopark                     | 3                                  | 0                                  | 0                                  | 0                                  | 0                                  | 0                                  | НК‡                                |
| 2018    | Европейская Формула-3                      | Motopark                     | 30                                 | 4                                  | 3                                  | 6                                  | 8                                  | 284                                | 4                                  |
| 2018    | Гран-при Макао                             | Motopark                     | 1                                  | 0                                  | 0                                  | 0                                  | 0                                  | Н/Д                                | 19                                 |
| 2019    | ФИА Формула-3                              | Hitech Grand Prix            | 16                                 | 3                                  | 1                                  | 1                                  | 4                                  | 92                                 | 4                                  |
| 2019    | Гран-при Макао                             | Hitech Grand Prix            | 1                                  | 0                                  | 1                                  | 0                                  | 1                                  | Н/Д                                | 2                                  |
| 2019    | Супер-Формула                              | Team Mugen                   | 1                                  | 0                                  | 0                                  | 0                                  | 0                                  | 0                                  | 23                                 |
| 2020    | Региональный европейский чемпионат Формулы | KIC Motorsport               | 9                                  | 0                                  | 0                                  | 3                                  | 3                                  | 81                                 | 8                                  |
| 2020    | Формула-2                                  | DAMS                         | 8                                  | 0                                  | 0                                  | 0                                  | 1                                  | 16                                 | 16                                 |
| 2020    | Формула-1                                  | Aston Martin Red Bull Racing | Резервный/тест-пилот               | Резервный/тест-пилот               | Резервный/тест-пилот               | Резервный/тест-пилот               | Резервный/тест-пилот               | Резервный/тест-пилот               | Резервный/тест-пилот               |
| 2020    | Формула-1                                  | Scuderia AlphaTauri Honda    | Резервный/тест-пилот               | Резервный/тест-пилот               | Резервный/тест-пилот               | Резервный/тест-пилот               | Резервный/тест-пилот               | Резервный/тест-пилот               | Резервный/тест-пилот               |
| 2021    | Формула-2                                  | Hitech Grand Prix            | 23                                 | 2                                  | 0                                  | 1                                  | 6                                  | 120                                | 6                                  |
| 2021    | Формула-1                                  | Red Bull Racing Honda        | Тест-пилот                         | Тест-пилот                         | Тест-пилот                         | Тест-пилот                         | Тест-пилот                         | Тест-пилот                         | Тест-пилот                         |
| 2022    | Формула-2                                  | Hitech Grand Prix            | 28                                 | 1                                  | 2                                  | 4                                  | 5                                  | 114                                | 11                                 |
| 2022    | Формула-1                                  | Oracle Red Bull Racing       | Резервный/тест-пилот (этапы 1 — 9) | Резервный/тест-пилот (этапы 1 — 9) | Резервный/тест-пилот (этапы 1 — 9) | Резервный/тест-пилот (этапы 1 — 9) | Резервный/тест-пилот (этапы 1 — 9) | Резервный/тест-пилот (этапы 1 — 9) | Резервный/тест-пилот (этапы 1 — 9) |
| 2022    | Формула-1                                  | Scuderia AlphaTauri          | Резервный/тест-пилот (этапы 1 — 9) | Резервный/тест-пилот (этапы 1 — 9) | Резервный/тест-пилот (этапы 1 — 9) | Резервный/тест-пилот (этапы 1 — 9) | Резервный/тест-пилот (этапы 1 — 9) | Резервный/тест-пилот (этапы 1 — 9) | Резервный/тест-пилот (этапы 1 — 9) |

† Випс не принимал участия в необходимом количестве этапов чемпионата, поэтому он не имел позиции в личном зачёте.

‡ Випс участвовал в соревновании по приглашению, поэтому ему не начислялись очки чемпионата.

### Европейская Формула-3
| Сезон | Команда  | Двигатель  | 1       | 2       | 3       | 4       | 5        | 6       | 7       | 8       | 9       | 10      | 11      | 12       | 13      | 14         | 15      | 16      | 17    | 18      | 19      | 20      | 21      | 22        | 23       | 24      | 25      | 26      | 27      | 28       | 29       | 30       | Место | Очки |
| ----- | -------- | ---------- | ------- | ------- | ------- | ------- | -------- | ------- | ------- | ------- | ------- | ------- | ------- | -------- | ------- | ---------- | ------- | ------- | ----- | ------- | ------- | ------- | ------- | --------- | -------- | ------- | ------- | ------- | ------- | -------- | -------- | -------- | ----- | ---- |
| 2017  | Motopark | Volkswagen | CИЛ 1   | CИЛ 2   | CИЛ 3   | МНЦ 1   | МНЦ 2    | МНЦ 3   | ПО 1    | ПО 2    | ПО 3    | ХУН 1   | ХУН 2   | ХУН 3    | НОР 1   | НОР 2      | НОР 3   | СПА 1   | СПА 2 | СПА 3   | ЗАН 1   | ЗАН 2   | ЗАН 3   | НЮР 1     | НЮР 2    | НЮР 3   | РБР 1   | РБР 2   | РБР 3   | ХОК 1 21 | ХОК 2 12 | ХОК 3 12 | НК†   | 0†   |
| 2018  | Motopark | Volkswagen | ПО 1 10 | ПО 2 17 | ПО 3 12 | ХУН 1 6 | ХУН 2 18 | ХУН 3 4 | НОР 1 7 | НОР 2 1 | НОР 3 2 | ЗАН 1 6 | ЗАН 2 8 | ЗАН 3 15 | СПА 1 6 | СПА 2 Сход | СПА 3 4 | CИЛ 1 4 | CИЛ 2 | CИЛ 3 1 | МИЗ 1 5 | МИЗ 2 1 | МИЗ 3 2 | НЮР 1 Ret | НЮР 2 15 | НЮР 3 6 | РБР 1 6 | РБР 2 4 | РБР 3 8 | ХОК 1 3  | ХОК 2 1  | ХОК 3 9  | 4     | 284  |

† Випс участвовал в соревновании по приглашению, поэтому ему не начислялись очки чемпионата.

### Формула-3
| Сезон | Команда           | 1         | 2         | 3         | 4          | 5         | 6         | 7         | 8          | 9         | 10        | 11        | 12         | 13           | 14         | 15        | 16        | Место | Очки |
| ----- | ----------------- | --------- | --------- | --------- | ---------- | --------- | --------- | --------- | ---------- | --------- | --------- | --------- | ---------- | ------------ | ---------- | --------- | --------- | ----- | ---- |
| 2019  | Hitech Grand Prix | КАТ ГОН 6 | КАТ СПР 2 | ЛЕК ГОН 4 | ЛЕК СПР 17 | РБР ГОН 1 | РБР СПР 6 | СИЛ ГОН 1 | СИЛ СПР 15 | ХУН ГОН 4 | ХУН СПР 4 | СПА ГОН 5 | СПА СПР 21 | МНЦ ГОН Сход | МНЦ СПР 11 | СОЧ ГОН 8 | СОЧ СПР 1 | 4     | 141  |

### Супер-Формула
| Сезон | Команда    | 1   | 2   | 3   | 4   | 5   | 6   | 7      | Место | Очки |
| ----- | ---------- | --- | --- | --- | --- | --- | --- | ------ | ----- | ---- |
| 2019  | Team Mugen | СУЗ | АУТ | СУГ | ФУД | МОТ | ОКА | СУЗ 18 | 23    | 0    |

### Региональный европейский чемпионат Формулы
| Сезон | Команда        | 1          | 2       | 3       | 4       | 5       | 6     | 7     | 8     | 9     | 10      | 11       | 12         | 13    | 14    | 15    | 16    | 17    | 18    | 19    | 20    | 21    | 22    | 23    | 24    | Место | Очки |
| ----- | -------------- | ---------- | ------- | ------- | ------- | ------- | ----- | ----- | ----- | ----- | ------- | -------- | ---------- | ----- | ----- | ----- | ----- | ----- | ----- | ----- | ----- | ----- | ----- | ----- | ----- | ----- | ---- |
| 2020  | KIC Motorsport | МИЗ 1 Сход | МИЗ 2 6 | МИЗ 3 4 | ПОЛ 1 4 | ПОЛ 2 3 | ПОЛ 3 | РБР 1 | РБР 2 | РБР 3 | МУД 1 2 | МУД 2 10 | МУД 3 Сход | МОН 1 | МОН 2 | МОН 3 | БАР 1 | БАР 2 | БАР 3 | ИМО 1 | ИМО 2 | ИМО 3 | ВАЛ 1 | ВАЛ 2 | ВАЛ 3 | 5     | 62   |

### Формула-2
| Сезон | Команда           | 1           | 2           | 3          | 4          | 5          | 6            | 7            | 8          | 9         | 10         | 11         | 12           | 13         | 14         | 15           | 16         | 17         | 18           | 19           | 20            | 21         | 22          | 23            | 24        | 25        | 26         | 27         | 28        | Место | Очки |
| ----- | ----------------- | ----------- | ----------- | ---------- | ---------- | ---------- | ------------ | ------------ | ---------- | --------- | ---------- | ---------- | ------------ | ---------- | ---------- | ------------ | ---------- | ---------- | ------------ | ------------ | ------------- | ---------- | ----------- | ------------- | --------- | --------- | ---------- | ---------- | --------- | ----- | ---- |
| 2020  | DAMS              | РБР1 ГОН    | РБР1 СПР    | РБР2 ГОН   | РБР2 СПР   | ХУН ГОН    | ХУН СПР      | СИЛ1 ГОН     | СИЛ1 СПР   | СИЛ2 ГОН  | СИЛ2 СПР   | КАТ ГОН    | КАТ СПР      | СПА ГОН 11 | СПА СПР 11 | МНЦ ГОН 11   | МНЦ СПР 9  | МУД ГОН 7  | МУД СПР 3    | СОЧ ГОН Сход | СОЧ СПР 18    | БАХ1 ГОН   | БАХ1 СПР    | БАХ2 ГОН      | БАХ2 СПР  |           |            |            |           | 16    | 16   |
| 2021  | Hitech Grand Prix | БАХ СПР1 10 | БАХ СПР2 16 | БАХ ГОН 13 | МОН СПР1 5 | МОН СПР2 3 | МОН ГОН 8    | БАК СПР1 8   | БАК СПР2 1 | БАК ГОН 1 | СИЛ СПР1 2 | СИЛ СПР2 6 | СИЛ ГОН 7    | МНЦ СПР1 8 | МНЦ СПР2 6 | МНЦ ГОН Сход | СОЧ СПР1 2 | СОЧ СПР2 О | СОЧ ГОН Сход | ДЖИ СПР1 3   | ДЖИ СПР2 Сход | ДЖИ ГОН 6‡ | ЯСМ СПР1 12 | ЯСМ СПР2 Сход | ЯСМ ГОН 8 |           |            |            |           | 6     | 120  |
| 2022  | Hitech Grand Prix | БАХ СПР 7   | БАХ ГОН 3   | ДЖИ СПР 2  | ДЖИ ГОН 10 | ИМО СПР 15 | ИМО ГОН Сход | КАТ СПР Сход | КАТ ГОН 17 | МОН СПР 5 | МОН ГОН 3  | БАК СПР 15 | БАК ГОН Сход | СИЛ СПР 12 | СИЛ ГОН 6  | РБР СПР 5    | РБР ГОН 8  | ЛЕК СПР 11 | ЛЕК ГОН 12   | ХУН СПР 2    | ХУН ГОН 5     | СПА СПР 14 | СПА ГОН 8   | ЗАН СПР 5     | ЗАН ГОН 7 | МНЦ СПР 1 | МНЦ ГОН 10 | ЯСМ СПР 12 | ЯСМ ГОН 8 | 11    | 114  |

‡ Награждён половинчатыми очками, так как было пройдено менее 75 % полной гоночной дистанции

### Формула-1
| Сезон | Команда                | Шасси                | Двигатель                  | Ш | 1   | 2   | 3   | 4   | 5   | 6        | 7   | 8   | 9   | 10  | 11  | 12  | 13  | 14  | 15  | 16  | 17  | 18  | 19  | 20  | 21  | 22  | Место | Очки |
| ----- | ---------------------- | -------------------- | -------------------------- | - | --- | --- | --- | --- | --- | -------- | --- | --- | --- | --- | --- | --- | --- | --- | --- | --- | --- | --- | --- | --- | --- | --- | ----- | ---- |
| 2022  | Oracle Red Bull Racing | Red Bull Racing RB18 | Red Bull RBPTH001 1,6 V6 Т | P | БАХ | САУ | АВС | ЭМИ | МАЙ | ИСП тест | МОН | АЗЕ | КАН | ВЕЛ | АВТ | ФРА | ВЕН | БЕЛ | НИД | ИТА | СИН | ЯПО | США | МЕХ | САП | АБУ | —     | —    |